# Meliz Redif
Meliz Redif (Lefkoşa, 26 de març 1989) és una atleta turcoxipriota d'ascendencia negra que va representar Turquia als Jocs Olímpics d'Estiu de 2012. Es velocista i migfondista i compiteix pel club esportiu Fenerbahçe SK d'Istanbul.
La Federació turca d'Atletisme (TAF) li va prohibir el 2015 la competència durant tres anys per sospita de dopatge.